# Yves Sandrier
Pour les articles homonymes, voir Sandrier et Altmann.
 (juillet 2008).
Si vous disposez d'ouvrages ou d'articles de référence ou si vous connaissez des sites web de qualité traitant du thème abordé ici, merci de compléter l'article en donnant les références utiles à sa vérifiabilité et en les liant à la section « Notes et références ».
Yves Sandrier (de son nom de famille Yves Dominique Altmann de Regeldorf) est un poète et chanteur suisse, né le 28 août 1938 à Budapest, et mort le 24 septembre 1958 à Genève.

## Biographie

### Origine de son pseudonyme
Yves Sandrier a emprunté son nom au personnage de Serge Sandrier qu'il avait incarné, à l'âge de quatorze ans, dans la création de la pièce de Henry de Montherlant La Ville dont le prince est un enfant, jouée en 1952 par la troupe amateur des Belles-Lettres à Genève. Henry de Montherlant, apprenant à cette occasion qu'Yves était malade et condamné, et ému par l'exceptionnelle interprétation de ce comédien en herbe, autorisa alors celui-ci à adopter désormais pour pseudonyme le nom de son personnage - "Serge Sandrier" -, et décréta en outre que de son vivant plus jamais personne ne jouerait cette pièce après lui. Afin que ce nom n'appartienne qu'à Yves, Montherlant transforma le nom du personnage de sa pièce, qui dans les éditions suivantes devint "Serge Souplier". En 1967, la mère d'Yves et Montherlant décidèrent d'un commun accord de rendre cette pièce au public, et de la faire rejouer.

### Enfance
La mère d'Yves Sandrier était originaire de Porrentruy, son père, de nationalité hongroise, était officier de carrière. En 1944, Yves et sa mère quittent la Hongrie et s'installent à Genève. Après l'occupation russe en Hongrie, le père rejoint sa famille sur les bords du Léman. En 1953, Yves Sandrier eut la brutale révélation de sa terrible maladie, que sa mère s'était jusqu'alors ingéniée à lui cacher : une forme particulière de leucémie, la lymphogranulomatose maligne ou maladie de Hodgkin. Sa mère lui offre une guitare afin d'alléger son désespoir. Il suit des leçons chez José de Aspiazu et compose ses premières chansons. Son maître prend en dictée les mélodies qu'Yves lui chante, car il ne connaît pas assez le solfège. Me Raymond Nicolet alerte Radio-Genève, où il créera chansons et émissions: «Viva el Cortegas» et «Dédicaces». 

### Carrière
Il chante à Paris, aux Trois Baudets, il se produit en Suisse et en Belgique. Philips édite un premier microsillon. Europe 1 lui consacre une grande émission, "Vous êtes formidable !", destinée à faire vendre ce premier disque pour recueillir des fonds et aider la mère d'Yves à payer les soins et la recherche sur sa maladie. Dix mille disques sont vendus, des propositions de contrats pleuvent. Pour lui, les journaux forcent l'adjectif. Jacques Canetti lui signe un contrat pour Les Trois Baudets à Paris, ainsi qu'un contrat d'enregistrement, que la maladie ne lui laissera pas le temps d'honorer. Il meurt en effet en septembre 1958.
De son vivant, deux disques 45t ont été édités par Philips. Mais il laisse d'autres œuvres : de nombreux poèmes et écrits encore inédits, des chansons qu'il a enregistrées dans les studios de Radio-Genève (dont la plupart, grâce au travail de sa mère et de quelques amis, ont fait l'objet d'un disque posthume édité chez Philips), et d'une ébauche d'Histoire de l'Art, inédite.
La Radio suisse romande a créé un Prix Yves Sandrier de la chanson française.